# Diogenes varians
Diogenes varians is een tienpotigensoort uit de familie van de Diogenidae.